# Scartichthys
Scartichthys is een geslacht van straalvinnige vissen uit de familie van naakte slijmvissen (Blenniidae).

## Soorten
- Scartichthys crapulatus Williams, 1990
- Scartichthys gigas (Steindachner, 1876)
- Scartichthys variolatus (Valenciennes, 1836)
- Scartichthys viridis (Valenciennes, 1836)